# Winterrust
Winterrust is een periode waarin een organisme zijn metabolisme op een lager pitje zet om de winterse omstandigheden door te komen. Bij dieren is er vaak sprake van winterslaap, waarbij het metabolisme sterk vertraagt.

## Planten
Winterrust is voor planten, vooral bomen en struiken, de periode (wanneer de dagen korter zijn en de nachten langer en kouder) waarin de groei nagenoeg stilstaat. Als het aantal uren licht kunstmatig wordt verlengd door bijvoorbeeld straatlantaarns, zal de flora in de directe omgeving daarvan langer blad vasthouden. 
Veel meerjarige kruidachtige planten vormen dan knollen met rustende knoppen of verdikte wortels met vegetatiepunten.
De winterrust wordt opgeheven, wanneer de temperatuur stijgt en een aantal weken tussen 0 en 5° C komt en de dagen weer langer worden. 
Dit kan ook kunstmatig geforceerd gebeuren door toediening van bepaalde chemicaliën of het aantal uren licht en donker aan te passen, zoals in de kassen vaak gebeurt. Daardoor kan men op ieder gewenst moment bepaalde planten in bloei krijgen.
Het in rust brengen kan ook worden geforceerd door toediening van het fytohormoon abscisinezuur en kan worden beëindigd door toediening van gibberelline.

## Dieren
Bij dieren wordt een soortgelijke periode in het algemeen winterslaap genoemd, hoewel sommige dieren, bijvoorbeeld beren en eekhoorns, er eigenlijk een vorm van winterrust op na houden, torpor genaamd.